# دیمفوکس
دیمفوکس (به انگلیسی: Dimefox) با فرمول شیمیایی C4H12FN2OP یک ترکیب شیمیایی با شناسه پاب‌کم 8264 است. که جرم مولی آن 54.123044 [g/mol می‌باشد. شکل ظاهری این ترکیب، مایع بی‌رنگ است.